# Hasan Hayle
Xasan Xayle o Hasan Hayle (Laasqoray , 1888-Anden, Yemen, 1960) escritor somalí de la región de Sanaag famoso por su obra Cabasha Laasqoray ("Laasqoray se queja").